# Ewa Kębłowska-Ławniczak
Ewa Maria Kębłowska-Ławniczak – polska filolog, profesor nauk humanistycznych, profesor Instytutu Filologii Angielskiej Wydziału Filologicznego Uniwersytetu Wrocławskiego.

## Życiorys
W 1980 ukończyła studia filologii angielskiej na Uniwersytecie Wrocławskim, w 1991 obroniła pracę doktorską Shakespeare adn the Controversy over Baroque, 12 kwietnia 2005 habilitowała się na podstawie pracy zatytułowanej Wizualność widzialna i niewidzialna. Studium sztuki dramatycznej Toma Stopparda. 28 lipca 2015 nadano jej tytuł profesora w zakresie nauk humanistycznych, w specjalności literaturoznawstwa angielskiego.
Jest zatrudniona na stanowisku profesora w Instytucie Filologii Angielskiej na Wydziale Filologicznym Uniwersytetu Wrocławskiego. Dawniej zatrudniona była jako profesor w Państwowej Wyższej Szkole Zawodowej im. Angelusa Silesiusa w Wałbrzychu i Wyższej Szkole Filologicznej we Wrocławiu, a także pełniła funkcję przewodniczącej Stowarzyszenia Nauczycieli Akademickich Filologii Angielskiej. Była również członkinią zarządu European Society for the Study of English. Pełni funkcję kierownika Zakładu Literatury Angielskiej i Studiów Porównawczych Instytutu Filologii Angielskiej Uniwersytetu Wrocławskiego.